# Buddy Vedder
Buddy Jarie Vedder (Utrecht, 26 augustus 1994) is een Nederlands (stem)acteur, danser, zanger en presentator. Vedder kreeg vooral naamsbekendheid door zijn rol als Rover Dekker in Goede tijden, slechte tijden.

## Biografie
Vedder volgde een opleiding aan de Frank Sanders Akademie en speelde tussen 2012 en 2015 in de korte films Held, Dubbelspel en Leven. Sinds 2012 sprak hij in de Cartoon Network reeks Lego Ninjago Masters of Spinjitzu de stem in van Lloyd tot 2017. In het theaterseizoen 2014/2015 was hij te zien in de musical Heerlijk duurt het langst. In juni 2015 kreeg Vedder naamsbekendheid in Nederland door zijn vaste rol als Rover Dekker in de RTL 4-soap Goede tijden, slechte tijden, deze rol vertolkte hij tot november 2017. Hij verliet de serie om zich te richten op andere werkzaamheden, in september 2018 werd de rol van Rover Dekker terug in de soap gebracht, ditmaal vertolkt door Floris Bosma.
Vedder presenteerde vanaf 2015 tot juni 2018 het kinderprogramma de Kids Top 20.
In 2016 was Vedder samen met GTST-collega Robin Martens te zien in het tweede seizoen van het RTL 4-programma Dance Dance Dance. Ze werden uiteindelijk het winnende dansduo en wonnen het geldbedrag van € 100.000 voor het goede doel KIKA.
Vedder was in 2016 in het persiflageprogramma De TV Kantine te zien als Igone de Jongh en in 2018 als rapper Boef. In 2017 deed Vedder mee aan het tweede seizoen van It Takes 2 waar hij het tot de finale wist te schoppen, hij eindigde uiteindelijk als vierde. Aan het einde van 2017 stond Vedder vijf keer in het Ziggo Dome met The Christmas Show, waarin hij als hoofdrolspeler Justin Scrooge verscheen. In augustus 2018 was Vedder te zien in een gastrol in de film van youtuber Dylan Haegens genaamd De Film van Dylan Haegens. Sinds 2017 presenteert hij in november jaarlijks de Lang Leve de Muziekshow, een muziekwedstrijd voor schoolklassen in het kader van de campagne Meer Muziek in de Klas. De winnaar hiervan mag optreden tijdens het Kerst Muziekgala in december.
Op 3 september 2018 werd bekendgemaakt dat Vedder een van de nieuwe vakjuryleden is van het Junior Songfestival, samen met Maan en Tommie Christiaan. Tevens bracht Vedder in september 2018 zijn eerste eigen single uit onder de naam Los. Het nummer werd gebruikt als titelsong voor de film Elvy's Wereld: So Ibiza. In deze film is Vedder zelf ook te zien in een bijrol. In februari 2019 won Vedder een Zapp Award voor beste presentator. Sinds begin 2019 is Vedder regelmatig te zien als reporter bij RTL Boulevard. Tevens verscheen hij in najaar 2019 als jurylid in het RTL 4-programma The Masked Singer. Op 26 november 2019 werd bekend dat hij mee zou gaan doen aan het twintigste seizoen van Wie is de Mol?. Hij wist hierin Rob Dekay als mol te ontmaskeren en won het seizoen. Samen met Jamai Loman presenteert Buddy sinds 2022 Holland's Got Talent.
Sinds 2024 presenteert Vedder het programma Stars on Stage samen met Jamai Loman.
Vedder heeft een jongere zus, Eva Vedder, die tennist op internationale ITF- en WTA-toernooien.

## Buddy On Tour
Naar aanleiding van Vedders overwinning in het RTL 4-programma Dance Dance Dance besloot hij het land in te gaan met zijn eigen show genaamd Buddy On Tour. In deze show liet Vedder met 2 à 4 danseressen zien wat hij in huis had als danser, daarnaast zong en presenteerde hij de show aan elkaar.

## Filmografie

### Televisie / film als (stem)acteur
| Televisie / film als (stem)acteur | Televisie / film als (stem)acteur            | Televisie / film als (stem)acteur                                 | Televisie / film als (stem)acteur |
| Jaar                              | Productie                                    | Rol                                                               | Opmerkingen                       |
| --------------------------------- | -------------------------------------------- | ----------------------------------------------------------------- | --------------------------------- |
| 2012                              | Held                                         | Pleun                                                             | hoofdrol                          |
| 2012-2017                         | LEGO Ninjago                                 | Lloyd                                                             | stemrol                           |
| 2014                              | Leven                                        | Martijn                                                           | hoofdrol                          |
| 2015                              | Thunderbirds Are Go!                         | Alan Tracy                                                        | stemrol                           |
| 2015-2017                         | Goede tijden, slechte tijden                 | Rover Dekker                                                      | vaste rol                         |
| 2016                              | Sing                                         | baviaan                                                           | stemrol                           |
| 2016                              | Ballerina                                    | Victor                                                            | stemrol                           |
| 2016-2021                         | De TV Kantine                                | diverse rollen waaronder: Igone de Jongh, Boef en Splinter Chabot | persiflages                       |
| 2017                              | The Lego Batman Movie                        | Dick Grayson / Robin                                              | stemrol                           |
| 2017                              | The Boss Baby                                | volwassen Tim / verteller                                         | stemrol                           |
| 2017                              | Bigfoot junior                               | Adam Harrison                                                     | stemrol                           |
| 2017                              | De Kleine Vampier 3D                         | Rudolph de Vampier                                                | stemrol                           |
| 2018                              | De Film van Dylan Haegens                    | presentator                                                       | bijrol                            |
| 2018                              | Elvy's Wereld: So Ibiza                      | Sem                                                               | bijrol                            |
| 2018                              | First Kiss                                   | Yannick                                                           | hoofdrol                          |
| 2018                              | Spider-Man: Into the Spider-Verse            | Peter Porker / Spider-Ham                                         | stemrol                           |
| 2019                              | Royal Corgi                                  | Rex                                                               | stemrol                           |
| 2019                              | De slet van 6vwo                             | Sander                                                            | hoofdrol                          |
| 2019                              | House of No Limits                           | Buddy                                                             | bijrol                            |
| 2019                              | De club van lelijke kinderen: De staatsgreep | Casper                                                            | bijrol                            |
| 2019                              | De club van lelijke kinderen                 | Casper                                                            | cameo                             |
| 2019                              | Cliffhanger                                  | Buddy de alleskunner                                              | bijrol                            |
| 2019                              | Spies in Disguise                            | Walter Beckett                                                    | stemrol                           |
| 2020                              | Bigfoot Family                               | Adam                                                              | stemrol                           |
| 2020                              | Misfit 3: De finale                          | Presentator                                                       | bijrol                            |
| 2021                              | Misfit: De serie                             | Quizleider                                                        | bijrol                            |
| 2021                              | Luca                                         | Ercole Visconti                                                   | stemrol                           |
| 2021                              | The Boss Baby: Family Business               | Tim Templeton                                                     | stemrol                           |
| 2022                              | Hopper en de Hamster Der Duisternis          | Hopper                                                            | stemrol                           |
| 2022                              | De legende van samoerai Henk                 | Henk                                                              | stemrol                           |
| 2022                              | Trolls Wereldtour                            | Knoest                                                            | stemrol                           |
| 2023                              | Asterix & Obelix in het Middenrijk           | Astérix                                                           | stemrol                           |
| 2023                              | The Passion 2023                             | Judas                                                             | hoofdrol                          |
| 2023                              | Trolls 3 in Harmonie                         | Knoest                                                            | stemrol                           |
| 2023                              | De Bellinga's: Vakantie op stelten           | Luca                                                              | stemrol                           |
| 2024                              | De legende van Familie Vos                   | Ronny Ruygh                                                       | hoofdrol                          |
| 2024                              | De Bellinga's: Pretpark op stelten           | Luca                                                              | stemrol                           |
| 2025                              | Dog Man                                      | Karel de Kat (Petey)                                              | stemrol                           |

### Televisie als presentator / deelnemer
| Televisie als presentator / jurylid | Televisie als presentator / jurylid   | Televisie als presentator / jurylid             |
| Jaar                                | Productie                             | Opmerkingen                                     |
| ----------------------------------- | ------------------------------------- | ----------------------------------------------- |
| 2015-2018                           | Kids Top 20                           | nam de presentatie over van Monique Smit        |
| 2017                                | Carlo's TV Café                       | eenmalig presentatieduo met Carlo Boszhard      |
| 2017                                | Het Pandajournaal                     | presentatieduo met Britt Scholte                |
| 2017-2020                           | Lang Leve de Muziek Show              | als presentator                                 |
| 2017                                | Smart & Dart                          | quizshow voor kinderen                          |
| 2017                                | Songfestival Café                     | presentatieduo met Ruth Jacott                  |
| 2017                                | Het Kerst Muziekgala                  | als presentator                                 |
| 2018-2021                           | Junior Songfestival                   | als jurylid (2018), als presentator (2019-2021) |
| 2018-2022                           | Het kinderprinsengrachtconcert        | als presentator                                 |
| 2019                                | RTL Boulevard                         | als reporter                                    |
| 2019                                | Te leuk om waar te zijn               | als presentator                                 |
| 2019-heden                          | The Masked Singer                     | als jurylid                                     |
| 2021                                | De Casting Kantine                    | als presentator                                 |
| 2021                                | Koningin Máxima: Een leven vol muziek | als presentator                                 |
| 2021                                | Drag Race Holland                     | als jurylid, seizoen 2 aflevering 3             |
| 2021                                | Mooier dan ooit: een ode aan Doe Maar | als presentator                                 |
| 2021-2022                           | Deal or No Deal                       | als presentator                                 |
| 2022-heden                          | Holland's Got Talent                  | duo-presentatie met Jamai Loman                 |
| 2023                                | Tulpen uit Antwerpen                  | duo-presentatie met Kat Kerkhofs                |
| 2024-heden                          | Stars on Stage                        | duo-presentatie met Jamai Loman                 |
| Televisie als deelnemer             |                                       |                                                 |
| Jaar                                | Productie                             | Opmerkingen                                     |
| 2016                                | Dance Dance Dance                     | het winnende dansduo met Robin Martens          |
| 2016                                | Ik Hou van Holland                    | team Jeroen                                     |
| 2017                                | De Jongens Tegen de Meisjes           | team Tijl - winnend team                        |
| 2017                                | Zullen we een spelletje doen?         |                                                 |
| 2017                                | It Takes 2                            | als vierde geëindigd in de finale               |
| 2018                                | The Big Music Quiz                    |                                                 |
| 2019                                | De Battle                             | gastpanellid                                    |
| 2019                                | Britt's Beestenbende                  | team Tim                                        |
| 2020                                | Wie is de Mol?                        | winnaar                                         |
| 2021                                | De Kluis                              | winnende team met Britt Dekker en Bram Krikke   |
| 2021                                | Oh, wat een Kerst!                    | team Ruben                                      |
| 2021                                | Beste zangers songfestivalspecial     | 3de editie                                      |
| 2022                                | I Can See Your Voice                  | gastpanellid                                    |
| 2023                                | Secret Duets                          | Zong een duet met Richard Groenendijk           |
| 2023-heden                          | Secret Duets                          | Panellid                                        |

## Theater/musicals
- Heerlijk duurt het langst (2014), als Ensemble/Ali de Turk
- Misery (2015), als Ian/Tony
- The Christmas Show (2016), als Ziggy Stardust[20]
- The Christmas Show: A Christmas Carol (2017), als Justin Scrooge
- The Christmas Show: Assepoester en het Kerstbal (2018), als Prins Noah
- The Christmas Show: Doornroosje en de Kerstprins (2019), als Jingle
- Murder Ballad (2020-2021), als Michael
- The Legends We've Lost (2022-2023)
- Het was zondag in het zuiden (2023-2024), als Heilige Anthonius
- Santa Claus is Coming to Town (2023), als Kerstelf
- De komedie over een bankoverval (2023-2024), als Sammy Hamel
- Saturday Night Fever (2024-2025), als Tony Manero
- Santa Claus is Coming to Town (2024), als Kerstelf
- Het Geluk van Limburg (2025) als Albert van Zuylen

## Prijzen
In 2017, 2018, 2019 en 2020 won Vedder de Zapplive Awards voor beste presentator.